# Calea ferată Timișoara–Cenad
Calea ferată Timișoara-Cenad este o magistrală secundară de cale ferată (magistrala CFR 218) care leagă municipiul Timișoara de vestul județului Timiș, cu punct terminus în localitatea de frontieră Cenad. Are o lungime totală de 78 km. 